# Dante Carnevale
Dante Carnevale (Palermo, 22 agosto 1913 – Pordenone, 24 luglio 1994) è stato un militare italiano, sottufficiale dell'Arma dei Carabinieri.

## Biografia
Dante Carnevale si arruolò nel 1931 nell'Arma dei Carabinieri Reali. Svolse il suo servizio in Italia, come volontario in Etiopia e Somalia e sul fronte francese con la 421ª Sezione mista carabinieri reali. Fu ritenuto abile al corso per paracadutisti e aggregato alla Divisione paracadutisti di Tarquinia. Il corso fu poi revocato e il carabiniere venne trasferito alla Legione di Bolzano.
Nell'ottobre del 1942, quando con il grado di brigadiere comandava la stazione carabinieri di Venturina, venne inviato al fronte russo con la 56ª Sezione motorizzata carabinieri. Fu aggregato all'82º Reggimento fanteria della Divisione Torino e stanziato a Bogomolov sulle rive del fiume Don. Nel mese di dicembre il reggimento fu costretto prima alla ritirata e poi alla resa. Dante Carnevale venne catturato e dopo sette giorni e notti di cammino e un mese chiuso in un carro ferroviario per il bestiame insieme ad altri 53 militari di cui solo dodici sopravvissero, senza cibo e acqua, venne tradotto in un campo di concentramento nella regione di Saratov. Dopo vari trasferimenti ad altri campi in località Volsk e sofferenze di ogni genere nella primavera del 1946 rientrò in Italia.
Nel 1946 riprese il servizio attivo a Misilmeri Montevago e quindi Palermo. Dal 1963 a 1969 comandò con il grado di maresciallo maggiore la stazione dei carabinieri di Azzano Decimo in provincia di Pordenone. Nel 1969 a cinquantasei anni si congedò per raggiunti limiti di età.
Morì a Pordenone il 24 luglio 1994 per un tumore al colon.
Nel 2008 il figlio Girolamo Carnevale e Giuseppe Mariuz pubblicarono il libro Dimenticati all'Inferno. Un carabiniere nei lager sovietici 1942-1946 edito da Mursia. Il libro è la raccolta delle memorie di Dante Carnevale scritte dopo il ritorno dalla Russia e narra le sofferenze e le angherie subite dai prigionieri italiani nei gulag sovietici.
Un altro libro che parla di Dante Carnevale è "Una brutta Storia - La Campagna di Russia" scritto dal figlio Girolamo nel 2012.